# Telesphorus von Cosenza
Telesphorus von Cosenza (auch Telesforus, Theoloforus, Theolosphorus, unbekannte Lebensdaten), lebte im ausgehenden 14. Jahrhundert, zur Zeit des Abendländischen Schismas. Er gehörte wahrscheinlich den extremen Spiritualen, den Clarenern, an.
Er stammte wie sein Landsmann Joachim von Fiore aus Kalabrien und schrieb im Jahre 1386 in Anlehnung an Joachims Ideen und andere Weissagungsbücher einen Traktat de magnis tribulationibus et statu ecclesiae. Telesphorus war ein Parteigänger des französischen Königtums und weissagte den Sieg des französischen Königs und die Erhebung eines französischen Engelspapstes. Heinrich von Langenstein verfasste 1392 eine Widerlegungsschrift, benutzt wurde die Schrift des Telesphorus von Thomas Ebendorfer und Johannes Lichtenberger.